# Донгнай (река)
Донгнай (вьет. Sông Đồng Nai) — река на юге Вьетнама, третья в стране по длине и площади бассейна.

## Географическое положение
Река берёт начало в нагорье высотой 1000—2000 м на севере провинции Ламдонг. Оттуда она течёт на юго-запад, ниже слияния с рекой Зунг поворачивает на запад и образует границу между провинциями Ламдонг и Дакнонг. Далее Донгнай поворачивает на юго-восток и пересекает провинцию Донгнай. Там в реку впадает её приток Ланга, после чего Донгнай впадает в водохранилище Чи Ан. Ниже водохранилища река вбирает в себя крупные притоки Бе и Сайгон и впадает в Южно-Китайское море. Нижнее течение реки ниже слияния с Сайгоном носит название Нябе.
Длина реки составляет 628 км (437 км), территория её бассейна — 41 800 км² (36 530 км² из которых находятся на территории Вьетнама, что составляет 14,6 % площади страны). Скорость течения реки составляет 1,3-1,6 м/c в сухой сезон и 2,6-3,2 м/c в сезон дождей.

## Бассейн
Бассейн Донгнай является третьим по площади речным бассейном Вьетнама (после Меконга и Хонгха) и играет важную роль в его экономике. Бассейн расположен в пределах 10 провинций: Даклак, Ламдонг, Биньфыок, Донгнай, Биньтхуан, Биньзыонг, Тайнинь, Лонган, Вунгтау, Хошимин. Верхняя часть бассейна реки покрыта влажными тропическими лесами и полувечнозелёными тропическими лесами; в этой части 90 % осадков выпадает с мая по октябрь. Среднегодовая температура составляет 27-29°С. В дельте реки находятся мангровые леса, объявленные особо охраняемой природной территорией «Канзио». Во время Вьетнамской войны мангровые леса тяжело пострадали от применявшихся американскими войсками дефолиантов, и некоторые части полностью погибли, но благодаря усилиям по их восстановлению в 2000 году Канзио был признан ЮНЕСКО первым и единственным биосферным заповедником страны.

## Притоки
Крупнейшими притоками реки являются Ко или Вамко (длина — 283 км, площадь бассейна — 6300 км²), Сайгон (длина — 280 км, площадь бассейна — 4700 км²), Бе (длина — 350 км, площадь бассейна — 7650 км²) и Ланга (длина — 290 км, площадь бассейна — 4100 км²). Уклоны рек очень маленькие и составляют 0.00007 — 0.005. Крупнейшими водохранилищами в бассейне реки являются Чи Ан на Донгнае и Заутьенг на Сайгоне. Водохранилище Чи Ан построено в 1986 и действует с 1988 года, площадь его бассейна составляет 14 890 км², объём — 2,7 млрд м³. Водохранилище Заутьенг имеет площадь бассейна 120—270 км², объём — 0,5-1,7 млрд м³.

## Хозяйственное значение
В бассейне реки расположена Южная ключевая экономическая зона, важнейший промышленный центр страны. Интенсивное экономическое развитие региона отрицательно сказывается на экологии речного бассейна. Большой объём неочищенных сточных вод, городских и промышленных, сбрасывается в каналы, соединяющиеся с рекой. Кроме того, твёрдые отходы вывозят на открытые свалки без надлежащего контроля, и во время дождей и наводнений поверхностный сток несёт в реку ядовитые загрязняющие вещества. Несмотря на запрет на использование во Вьетнаме хлорорганических соединений с середины 1990-х годов, в 2004 году в речных осадках всё ещё наблюдалась значительная концентрация ДДТ и ПХД (например, в Хошимине). В Бьенхоа расположены водоочистные сооружения, чья мощность на 2000 год составляла 50,3 млн м³/месяц. Благодаря развитию канализационной сети качество воды в реке медленно улучшается.